# Pumpe-Stich
Koordinaten: 50° 48′ N, 6° 14′ O

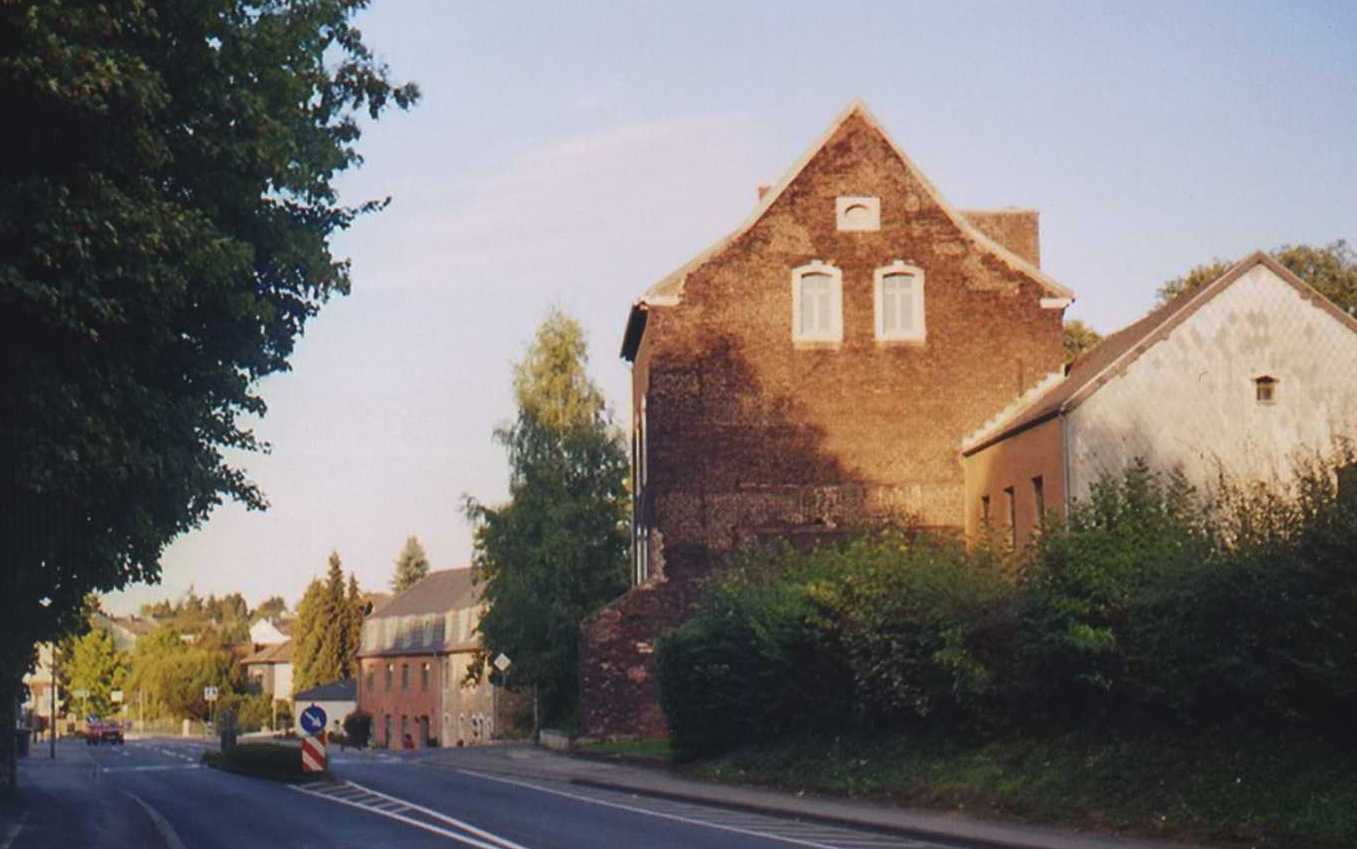
Ortseinfahrt mit historischem Pumpenhaus rechterhand

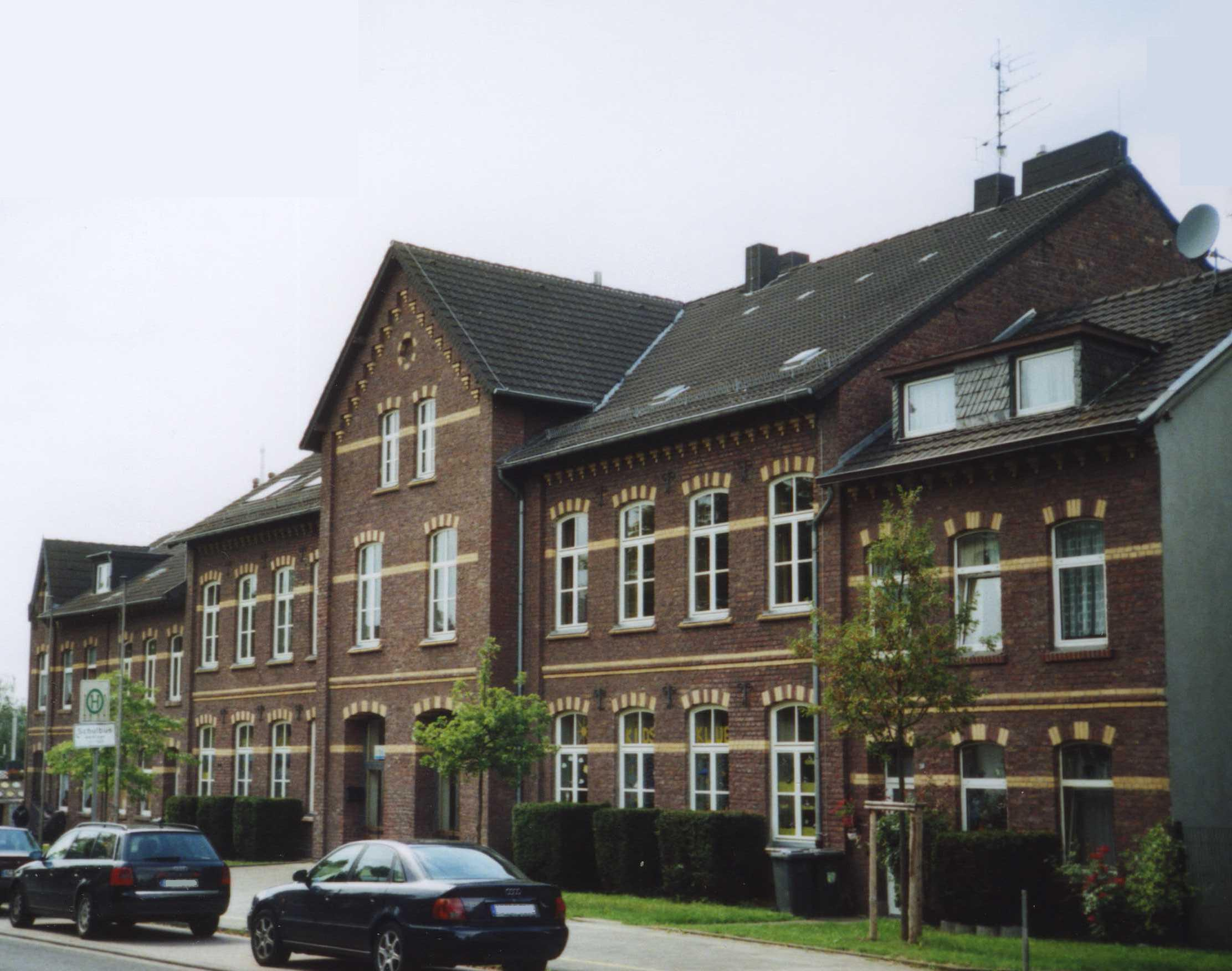
Alte Grundschule Stich

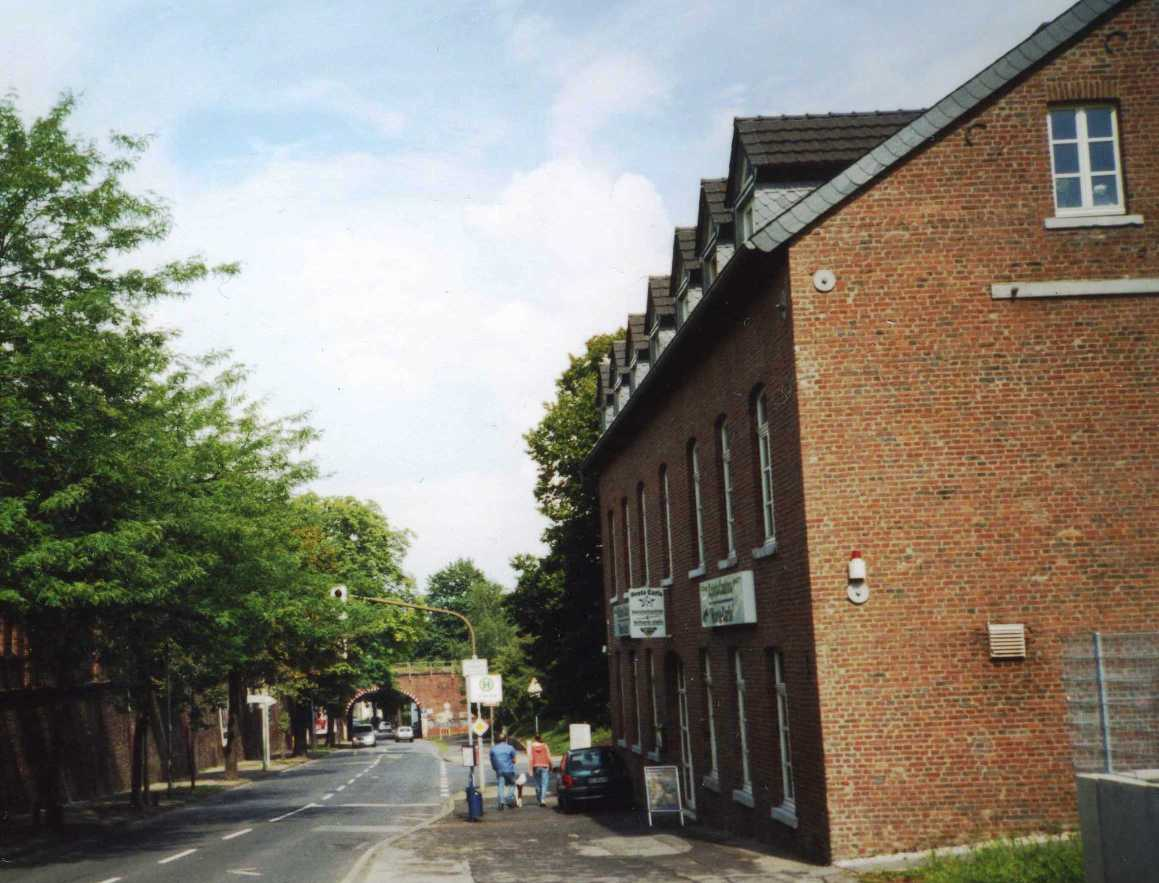
Sticher Berg mit Eisenbahnviadukt

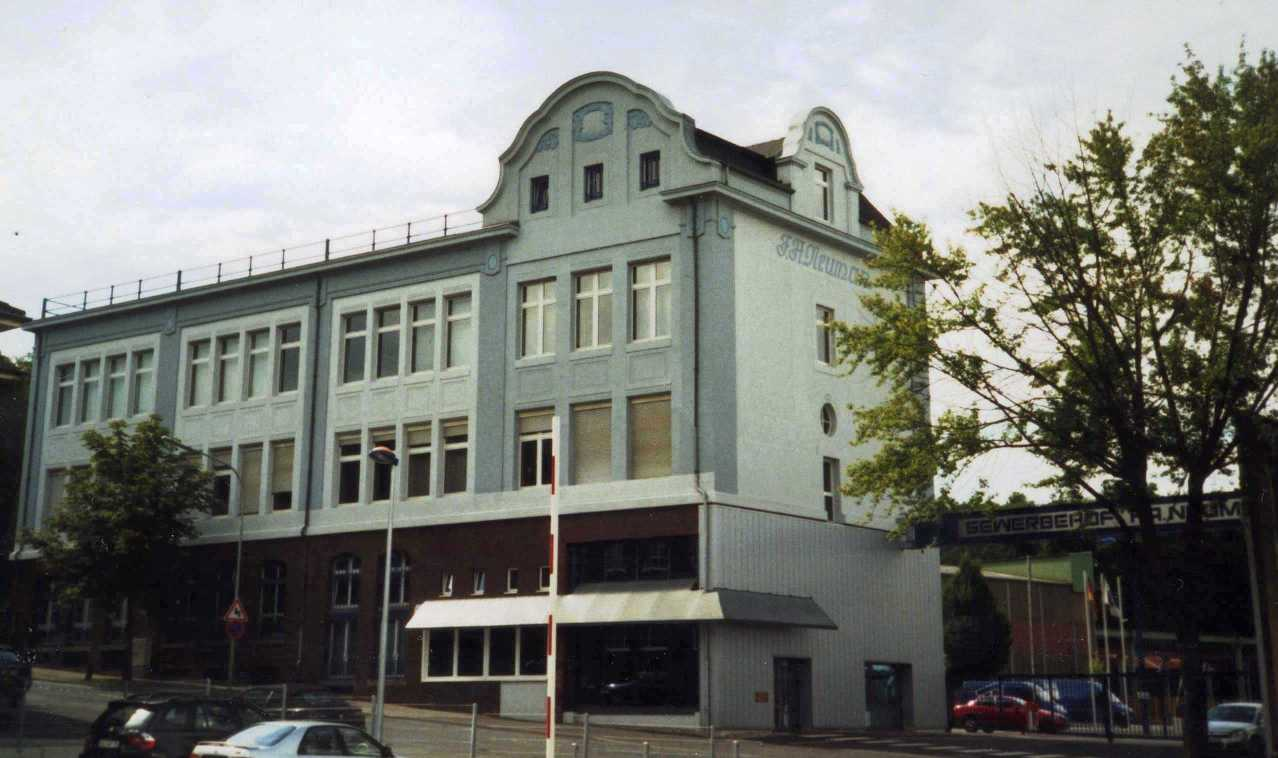
Gewerbegebiet: Gebäude des Unternehmens F. A. Neuman

Pumpe-Stich ist ein südwestlicher Stadtteil von Eschweiler in der Städteregion Aachen in Nordrhein-Westfalen. Er ist mit über 5.000 Einwohnern einer der größeren Stadtteile von Eschweiler und grenzt im Westen an die 1935 von Eschweiler an Stolberg abgetretenen Viertel Steinfurt und Donnerberg und im Osten an den Stadtteil Röthgen. Der Stadtteil besteht aus den Teilen Pumpe, Stich, Siedlung Waldschule (mit der Eschweiler Donnerberg-Kaserne), Aue, Konkordiasiedlung und Teilen der Siedlung Jägerspfad. Ein berühmter Sohn ist Franz Reuleaux. Sein Geburtshaus in Pumpe, das „Hotel Bitter“, steht nicht mehr.
Pumpe-Stich ist das älteste und war das wichtigste Industriegebiet der Stadt. Noch heute hat es ein stark industriegeprägtes Aussehen. Nach 1945 setzte verstärkt eine Wohnbebauung ein, und industrielle Mittelbetriebe siedelten sich an.

## Geographie

### Stadtteile

#### Pumpe
Dem Bergbau verdankt „Pumpe“ seinen Namen. Hier befanden sich seit dem Übergang vom Pingen- zum Stollenbau Ende des 16. Jahrhunderts Herren- oder Wasserkünste, die mittels großer Wasserräder Pumpen antrieben, die für die Wasserhaltung in den Kohlenschächten sorgten.

#### Stich
Der Name „Stich“ kommt von „Steech“, abgeleitet von der hochdeutschen Form „Steg, Stieg, Stiege, Steige“. Wenn man von Eschweiler nach Pumpe wollte, musste man „dr Steech erop“. Auch heißt es: „Ich wohne auf dem Stich.“

#### Siedlung Waldschule
Die Siedlung Waldschule ist ein Teil von Pumpe-Stich und liegt zwischen Heidelandschaft im Westen, dem Eschweiler Stadtwald im Osten, der Inde im Norden und der Donnerberg-Kaserne Eschweiler im Süden. Beginn der Bauarbeiten ist März 1949 mit 87 Siedlerstellen, erster Spatenstich am 4. April 1950 durch Bürgermeister Bücken. Das evangelische Hilfswerk übernimmt die Trägerschaft. Benannt ist die Siedlung Waldschule nach der ehemaligen Waldschule dort. Das Siedlerheim befindet sich Ecke Heidestraße / Moosweg.

#### Aue und Schweiz
Fälschlicherweise wird die Aue gerne als separater Ortsteil bezeichnet. Dass dies aber falsch ist, beweist zum Beispiel, dass sich die Schützenbruderschaft ursprünglich St. Sebastianus Schützenbruderschaft von Pumpe-Stich, Aue und Schweyz nannte. Der FC Rhenania hatte seinen ersten Fußballplatz im Bereich Aue, wo sich heute der Schrottplatz Hoffmann befindet.

## Geschichte
Zu den industriellen Ursprüngen von Pumpe-Stich, siehe Pumpe-Stich und erste Dampfmaschine. 1823 wird in Pumpe die mechanische Werkstätte „Englerth-Reuleaux-Dobbs“ gegründet.

## Infrastruktur

### Verkehr
Pumpe-Stich liegt an der L 238. Der nächste Autobahnanschluss ist „Eschweiler-West“ auf der A 4. Seit Jahrzehnten wird um eine mögliche Ortsumgehung in politischen Gremien gerungen. Bisher kam es jedoch noch zu keiner Realisation.
Die Bushaltestellen „Akazienhain“, „Alte Rodung“, „Am Ginsterbusch“, „Am Hang“, „Friedrichstraße“, „Kaserne“, „Luisenstraße“, „Pumpe“, „Stadtwald“, „Steinkohlenfeld“, „Sticher Berg“, „Stich Siedlung“, „Waldfriedhof“, „Waldschule“, „Waldsiedlung“, „Waldstraße“ und „Wilhelminenstraße“ werden von den Linien 8 und 48 bedient, welche den Stadtteil mit Eschweiler Bushof, Eschweiler Hbf, Röthgen, Donnerberg und Stolberg verbinden. 
| Linie | Verlauf |
| ----- | --- |
| 8     | Zweifall – Münsterau – Vicht – Bernardshammer – Binsfeldhammer – Stolberg Altstadt – Stolberg Mühlener Bf – Velau – Steinfurt – Siedlung Waldschule – Pumpe-Stich – Röthgen – Talbahnhof/Raiffeisenplatz – Krankenhaus – Eschweiler Bushof |
| 48    | Stolberg Mühlener Bf – Birkengang – Donnerberg – Donnerberg Kaserne – Eschweiler Stadtwald – Waldsiedlung – Pumpe-Stich – Eschweiler Hbf – Röthgen – Odilienstraße – Krankenhaus – Eschweiler Bushof – Vöckelsberg                         |

Der nächste Bahnhof ist „Eschweiler Hbf“. Eine Reaktivierung des Bahnhofs Eschweiler-Aue als Haltestelle der Euregiobahn ist bisher nicht erfolgt.

### St. Barbara

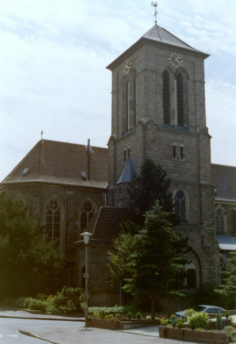
St. Barbara

Die römisch-katholische Kirche St. Barbara an der „Friedrichstraße“ trägt aufgrund der Bergbautradition das Patrozinium der heiligen Barbara. Ursprünglich gehörte Pumpe-Stich zur Pfarrgemeinde St. Peter und Paul. Nachdem 1869 ein Kirchenbauverein gegründet worden war, wurde der stillgelegte „Friedrich-Wilhelm-Schacht“ des EBV in Pumpe 1879 als Notkirche umgebaut und eingerichtet. Ab 1879 wurde dort von St. Peter und Paul aus jeden Sonntag ein Gottesdienst gehalten. 1885 erhielt die Gemeinde ihren ersten selbständigen Seelsorger, 1889 die eigene Vermögensverwaltung. Die Erhebung zur Pfarre geschah am 5. Juni 1898. Mit dem Bau der heutigen Pfarrkirche wurde 1901 begonnen nach dem Entwurf des Aachener Dombaumeisters Joseph Buchkremer. Fertiggestellt wurde die Kirche 1902. Am 17. Juni 1906 wurde sie durch den Kölner Erzbischof Anton Kardinal Fischer konsekriert. Im September 1944 wurde die Kirche fast völlig durch Kriegseinwirkung zerstört. Durch großen finanziellen und manuellen Einsatz der ganzen Gemeinde konnten die Kriegsschäden bis 1950 behoben werden. Sie ist eine Filialkirche der katholischen Pfarrgemeinde „Heilig Geist“, die 2010 aus fünf ehemaligen Pfarreien im südlichen Stadtgebiet von Eschweiler gebildet wurde, und gehört zur Gemeinschaft der Gemeinden Eschweiler-Süd im Bistum Aachen.
Seit dem 25. Mai 2015 (Pfingstmontag) wird die Kirche auch von der Evangelischen Gemeinde Eschweiler mitgenutzt, deren Friedenskirche in Pumpe-Stich entwidmet werden musste, da das Gebäude stark sanierungsbedürftig war. Die Regelung galt zunächst für ein Jahr und wird mittlerweile unbefristet fortgesetzt. Katholischer Gottesdienst ist am Samstagabend, am Sonntagvormittag findet der evangelische Gottesdienst statt.

### Bergbaubezogene Sehenswürdigkeiten in Pumpe

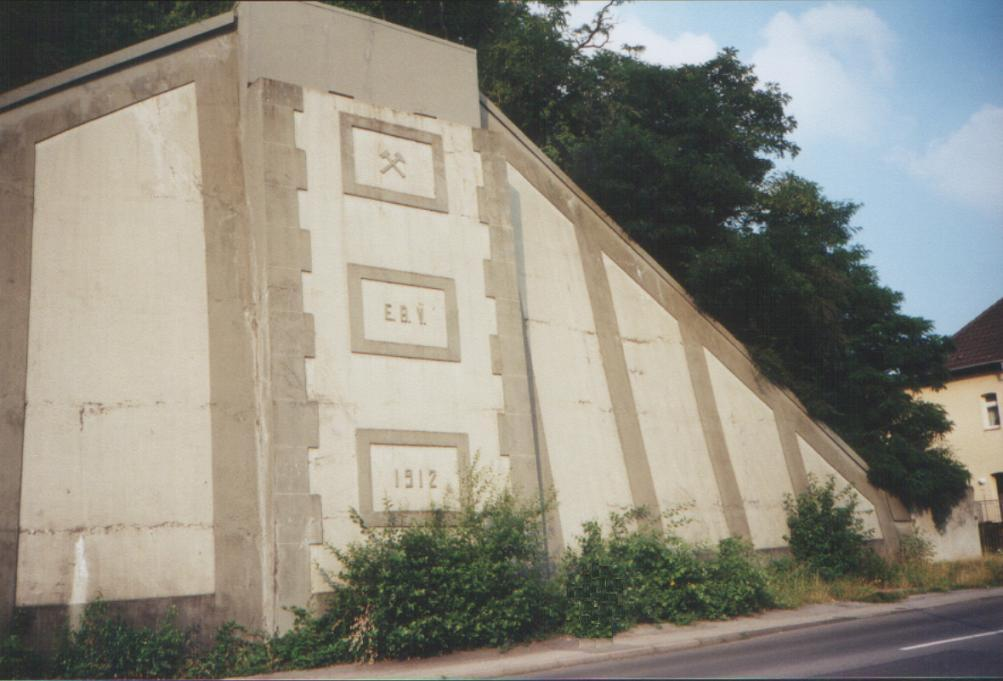
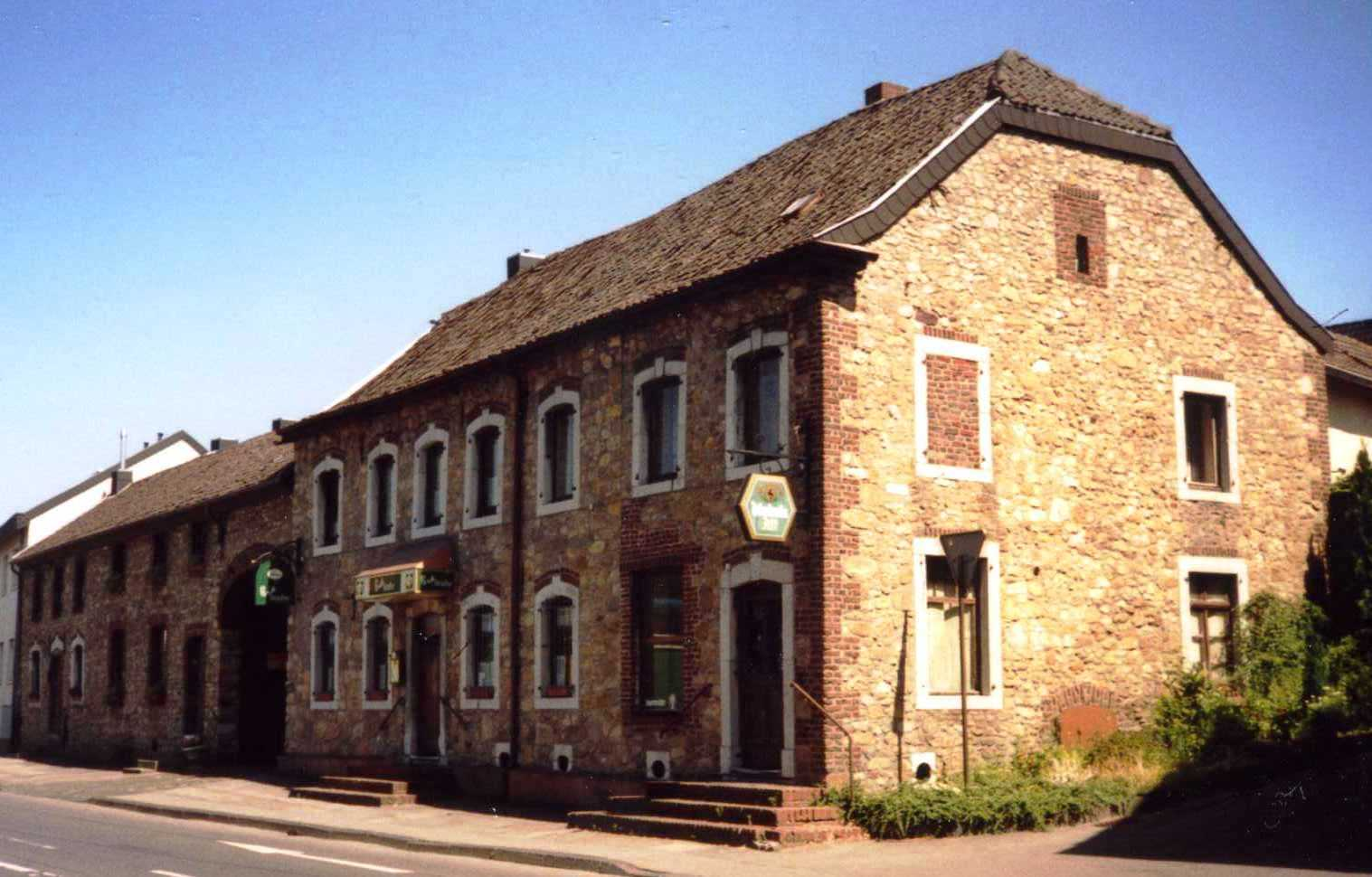
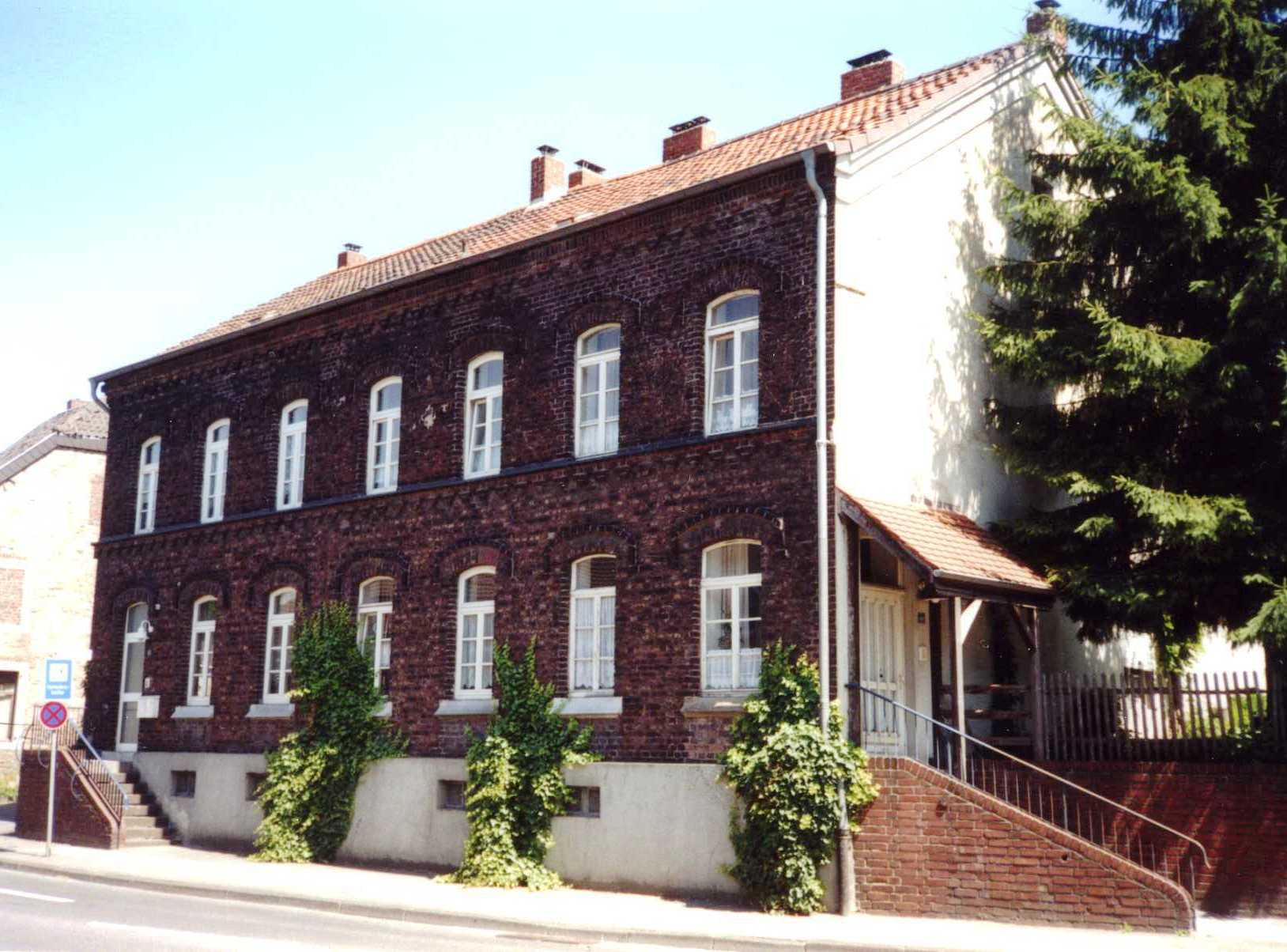
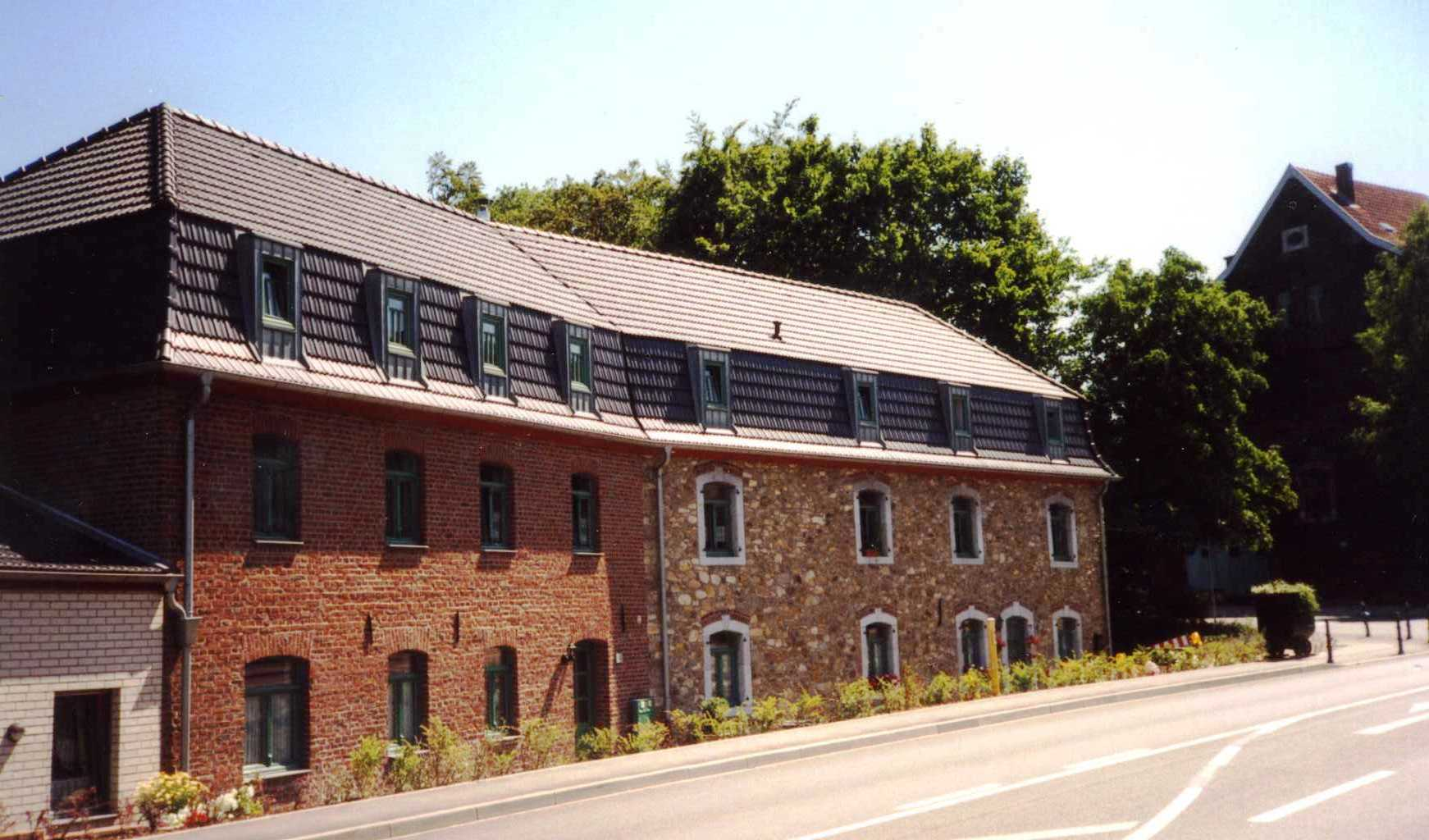
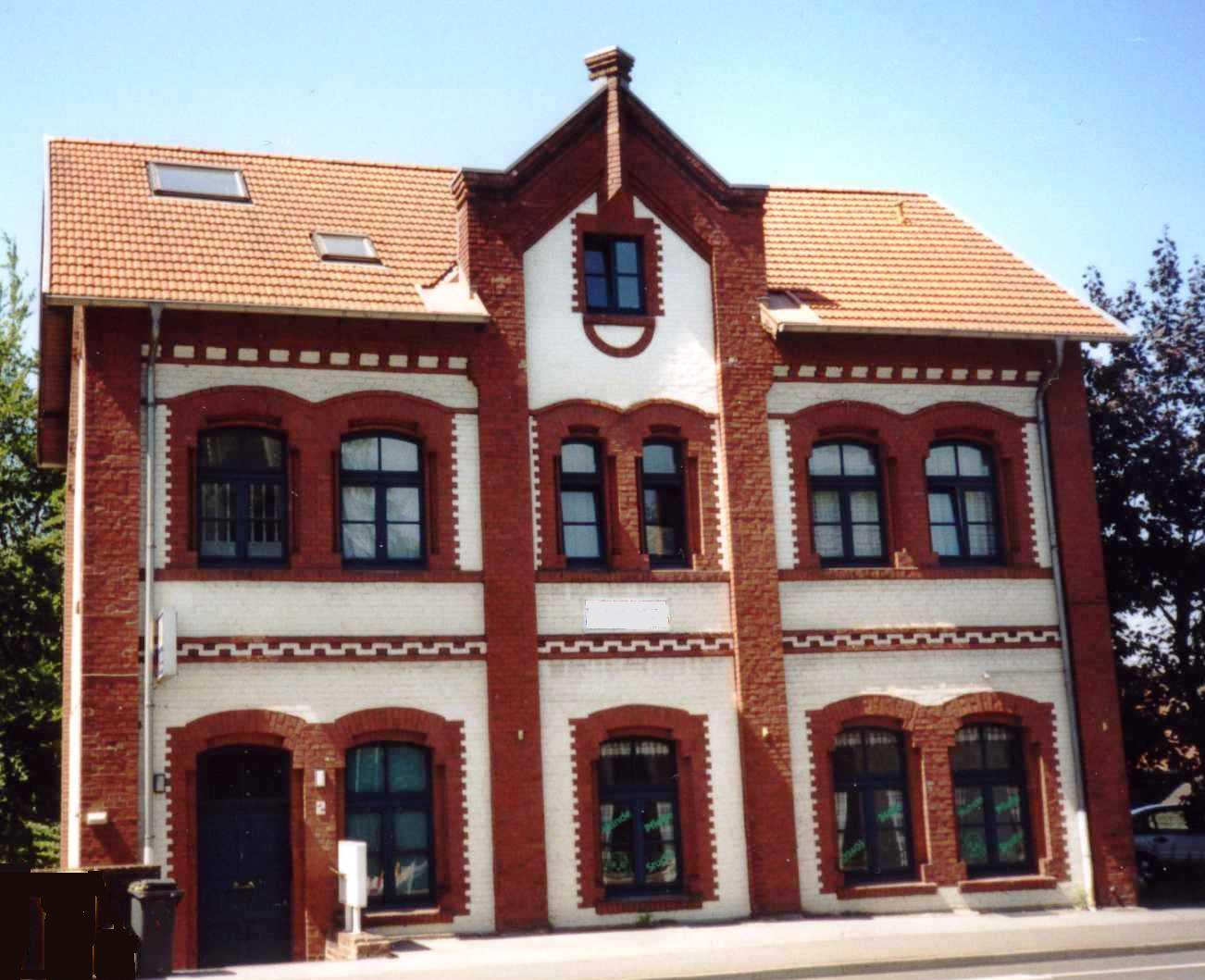
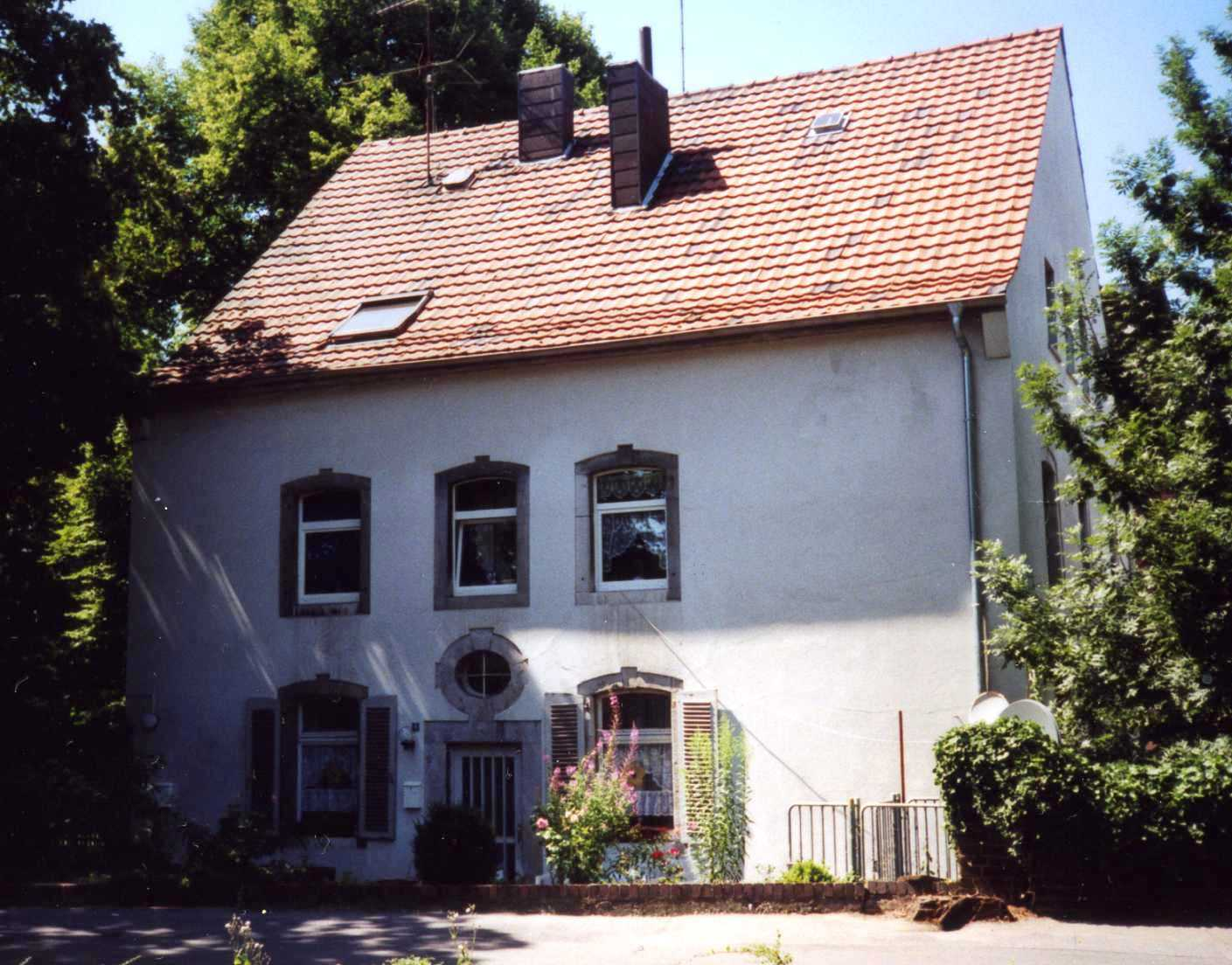
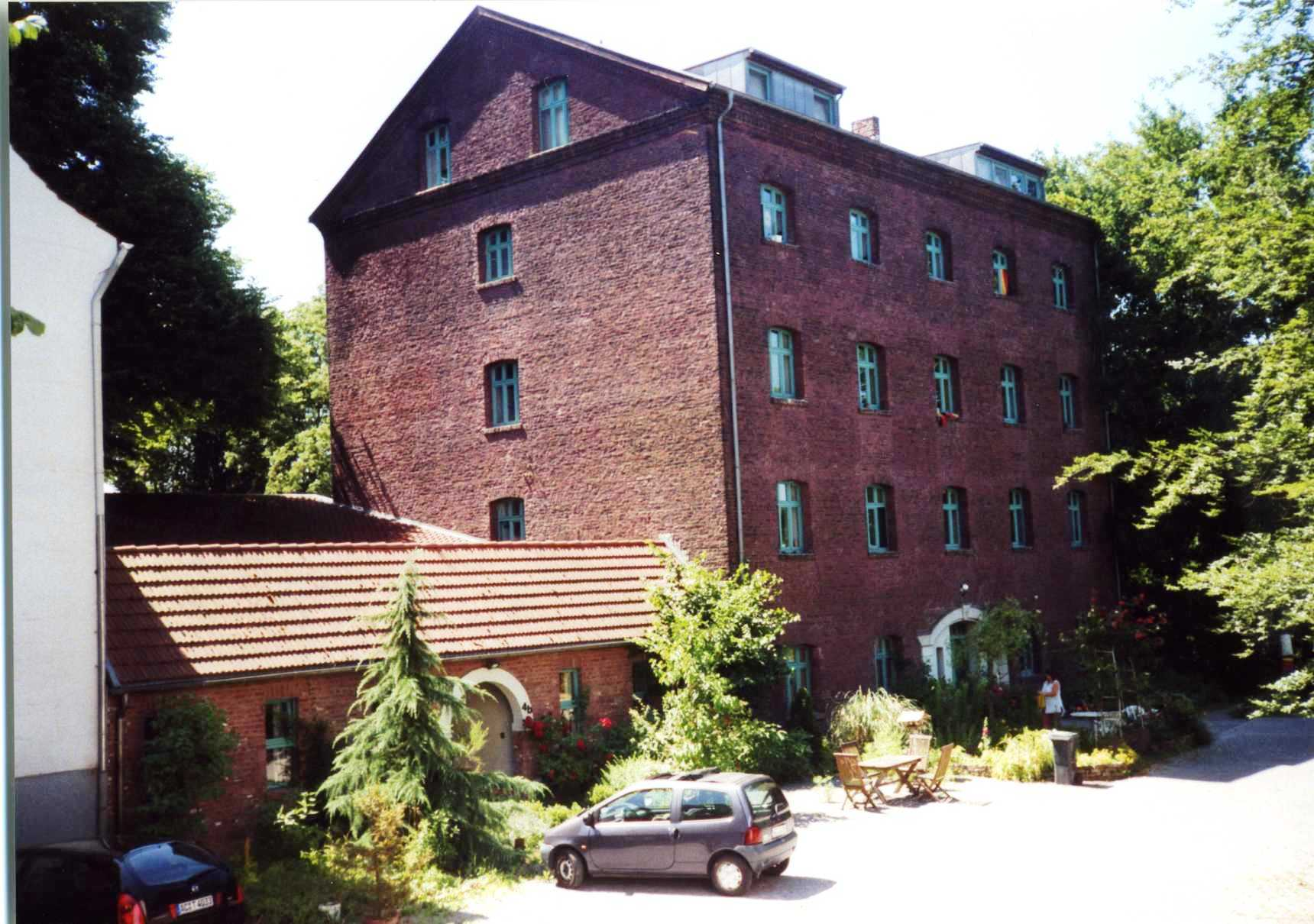
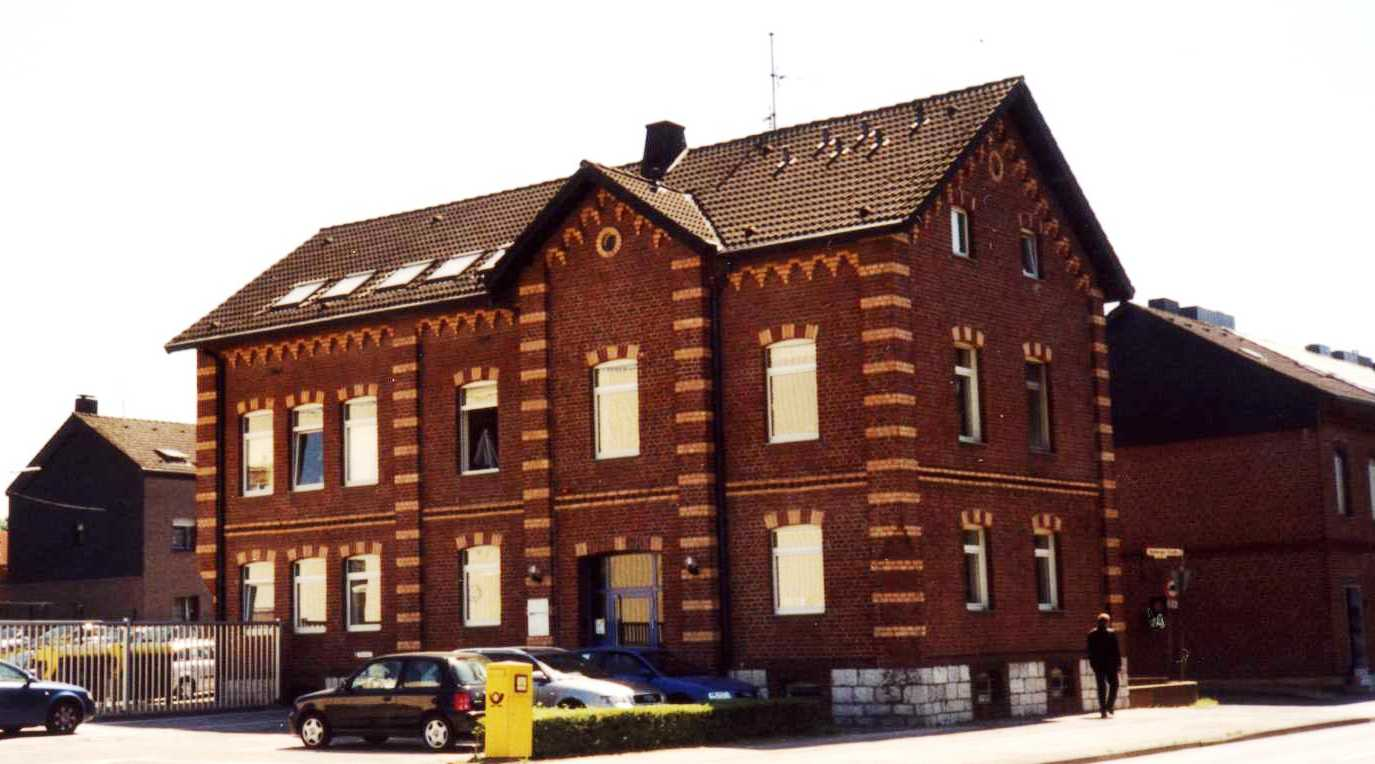
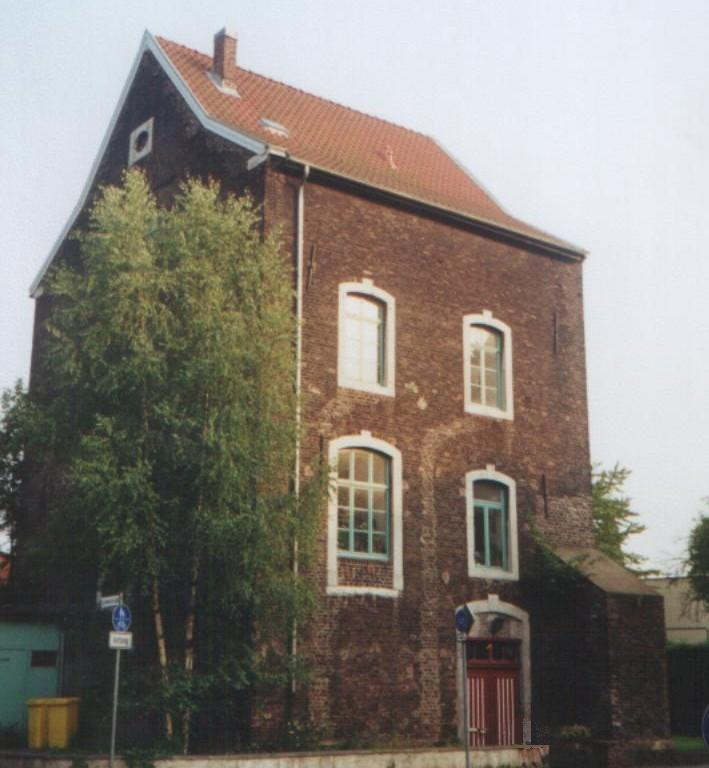
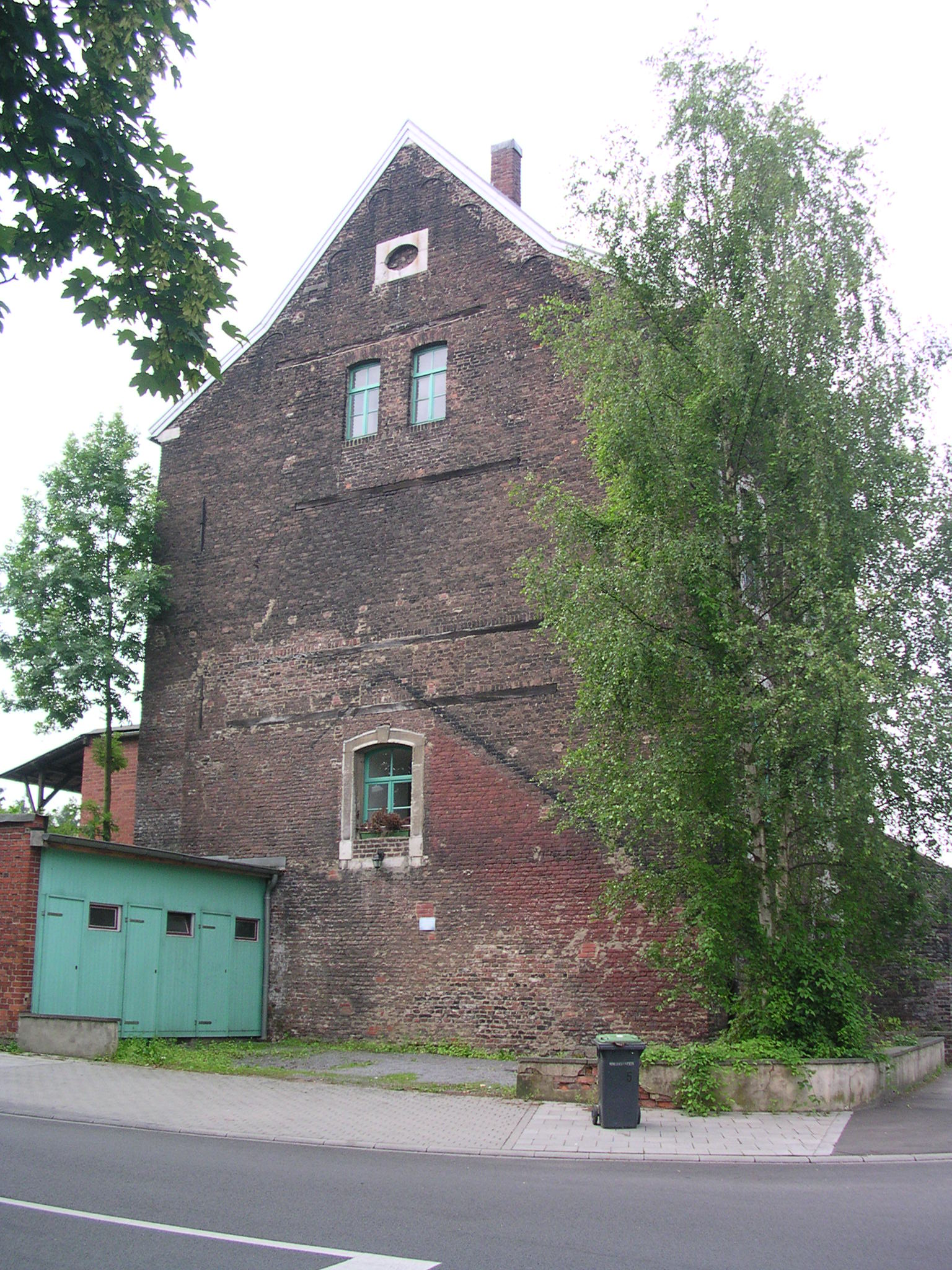

### Vereinsleben
Ältester Verein ist die St.-Barbara- und St. Sebastianus-Schützenbruderschaft von 1869 in der katholischen Gemeinde. Die Karnevalsgesellschaft „Narrenzunft“ vertritt den Ort im Eschweiler Karneval. Der Fußballclub „Rhenania“ spielt zurzeit in der Kreisliga C Aachen.
Weitere Vereine im Ort sind die Siedlergemeinschaften Waldschule und Jägerspfad, zwei Gebrauchshundevereine, der Taubenzüchterverein „Wiedersehen“ und das Mandolinenorchester „Edelweiß“.
Die Karnevalsgesellschaft und der Fußballverein führen seit einigen Jahren ein gemeinsames Sommerfest am Waldstadion durch.